# Garcinia holttumii
Garcinia holttumii là một loài thực vật có hoa thuộc họ Clusiaceae.
Loài này chỉ có ở Malaysia.